# Arion circumscriptus
Arion circumscriptus es una especie de molusco gasterópodo de la familia Arionidae en el orden de los Stylommatophora.

## Distribución geográfica
Se encuentra en  la República Checa,  Gran Bretaña, e Irlanda.